# Goldsucher

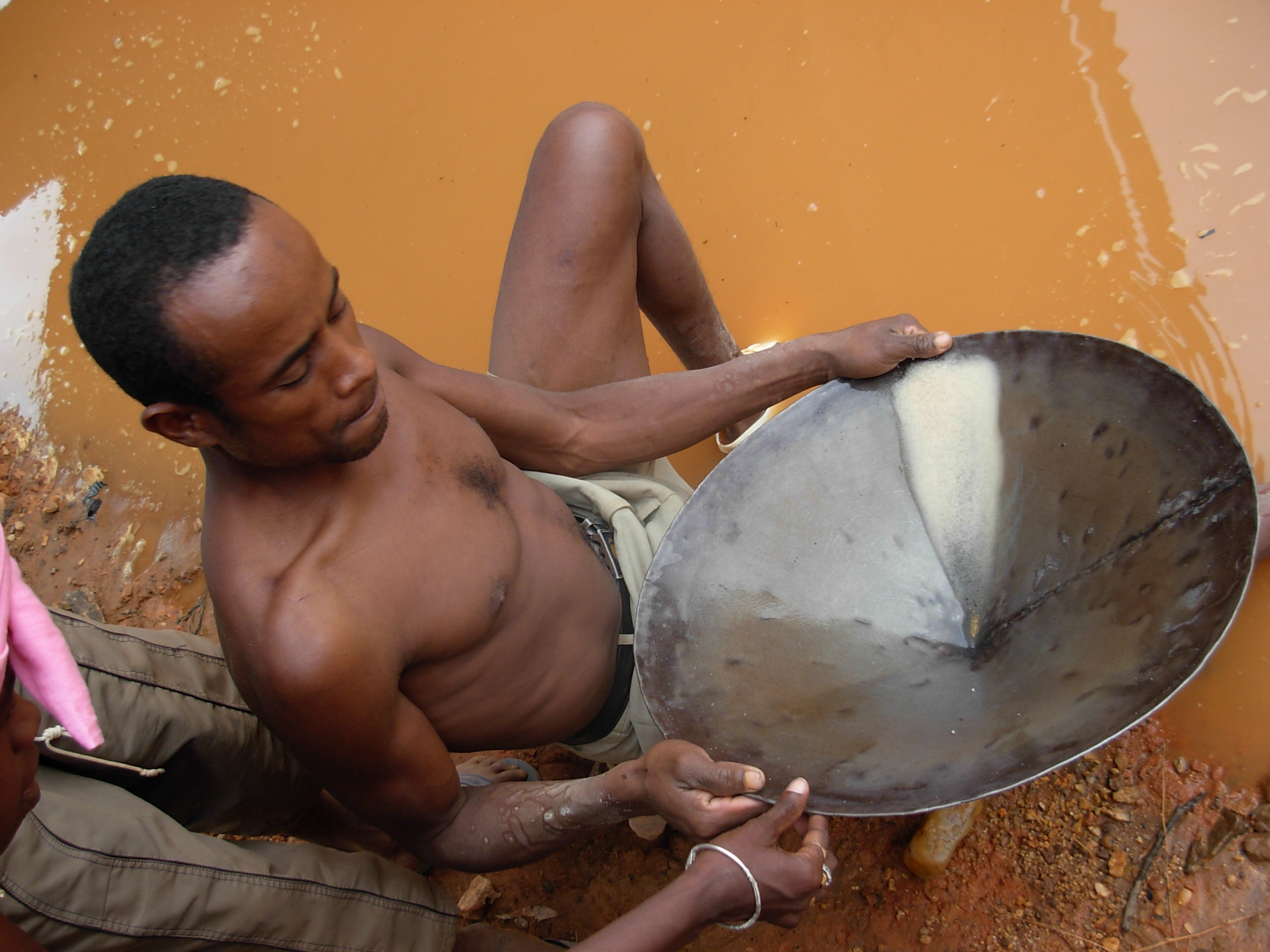
Goldsucher auf Madagaskar

Ein Goldsucher oder Goldschürfer ist ein Prospektor, der sich vorrangig oder ausschließlich mit der Goldsuche befasst. Im Gegensatz zum modernen industriellen Bergbau beutet der auch Goldwäscher oder Goldgräber genannte Goldsucher traditionell auch die aufgefundene Lagerstätte selbst aus. Die Methoden unterscheiden sich dabei nach der Art der Lagerstätte und den finanziellen Mitteln der Goldsucher. Obwohl die Suche nach Gold seit jeher aus wirtschaftlichen Gründen betrieben wurde und auch heute noch wird, hat sie sich in verschiedenen Industrienationen zu einer beliebten Freizeitbeschäftigung entwickelt.

## Geschichte

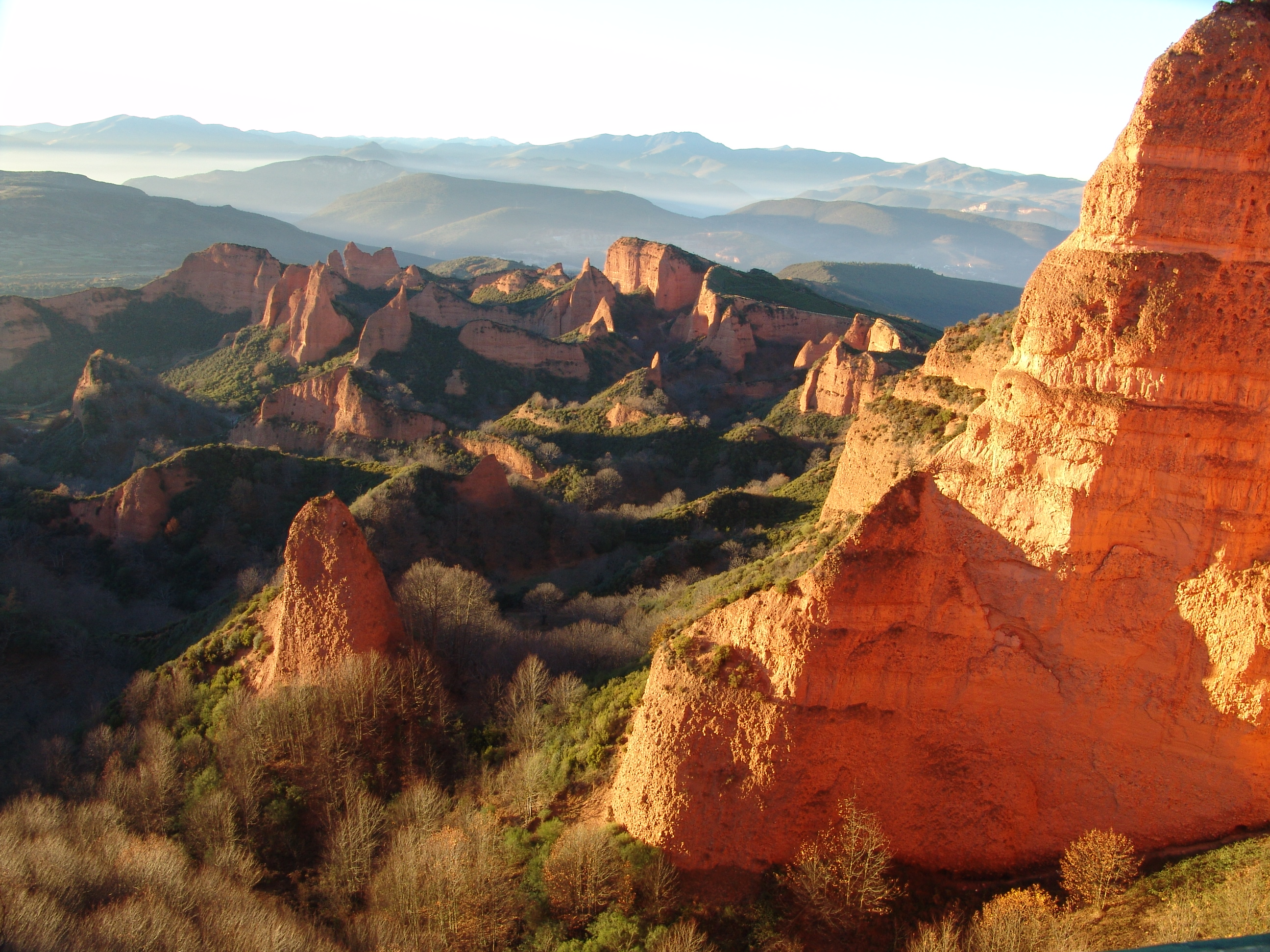
Panoramablick über Las Médulas

Seit der Antike wurde Gold weltweit ganz überwiegend aus Seifenlagerstätten gewonnen. Bereits auf dem Turiner Papyrus ist der Lageplan eines ägyptischen Goldbergwerks verzeichnet, und auch in der griechischen Argonautensage fand die Suche nach Gold ihren Niederschlag. Die Bibel erwähnt die Goldländer von Hawila und Ophir. Die Römer ließen goldhaltige Gesteine in großem Maßstab von Sklaven abbauen, unter anderem, indem sie über Aquädukte und Kanäle große Mengen Wasser heranführten und sie damit durchspülten. Bekanntestes Beispiel hierfür sind die Goldbergwerke von Las Médulas aus dem ersten Jahrhundert in Nordspanien.
Im 14./15. Jahrhundert war der Goldberg von Rauris in den Hohen Tauern das größte Goldabbaugebiet Europas. 10 % der weltweiten Goldproduktion wurden durch bis zu 3000 Knappen abgebaut. Jedoch wurden damals auch große Mengen von Gold aus Afrika importiert, und die Vorstellung, dass das „Sonnenmetall“ Gold besonders in heißen, tropischen Goldländern zu finden sei, stellte in der Folge einen bedeutenden Antrieb für die europäischen Entdeckungsreisen nach Übersee dar. Erste Höhepunkte waren die Entdeckung der Goldseifen von Chocó 1550, und von Minas Gerais 1693.

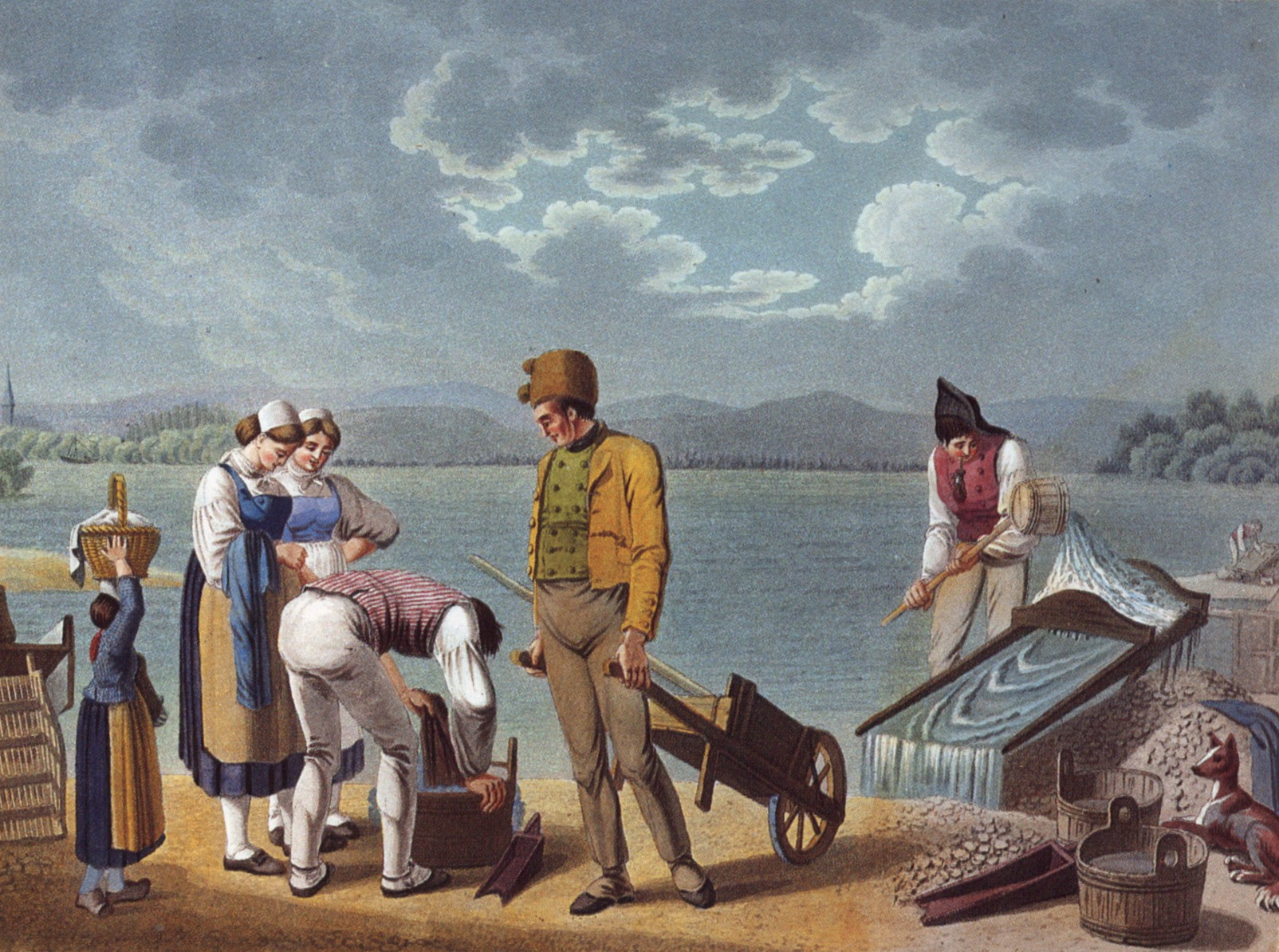
Goldwäscher bei Karlsruhe, frühes 19. Jahrhundert

Der Goldrausch, wie er auch in Romanen und Filmen verewigt wurde, ist ein Phänomen der Moderne, da es hierfür einer großen Menge freier Arbeitskräfte bedarf (die antiken Sklavenarbeiter waren eben nicht frei, die mittelalterlichen und frühneuzeitlichen Bergleute teilweise noch in feudalen Strukturen gebunden), sowie ausreichender Transportmittel. So kam es besonders im 19. Jahrhundert zu einer Reihe von berühmten Goldräuschen in Nordamerika, Australien und Südafrika.
Durch den General Mining Act of 1872 wurde in Amerika das Recht auf einen Claim, engl. Gold placer claim durch Abstecken öffentlichen Bodens mit Pflöcken und Namensschild, engl. Claim staking festgelegt. Zuvor war die Inbesitznahme von Schürfstellen zumeist rechtsfreier Raum, wo das Faustrecht herrschte.
Im 20. Jahrhundert begann die Produktion von Gold aus Gang- und sonstigen Lagerstätten im anstehenden Gestein jene aus Seifenlagerstätten zu übersteigen. Damit einher ging eine deutliche Arbeitsteilung zwischen dem Prospektor (suchen und finden) und dem Bergmann (abbauen). Dennoch arbeiten auch heute noch viele Menschen als Goldsucher. Besonders in den sogenannten Entwicklungs- und Schwellenländern arbeiten Goldsucher in mehr oder weniger legalen Schurfen, unter teilweise katastrophalen Bedingungen und mit teilweise drastischen Auswirkungen auf die Umwelt, wie z. B. die Garimpeiros in Brasilien, die Pirquineros in Chile oder die Gambusinos in Mexiko.

## Seifenlagerstätten
Bei den goldhaltigen Seifenlagerstätten unterscheidet man zwischen den Goldseifen und den Flussseifen.
Die Goldseifen entstehen dort, wo das goldhaltige Ausgangsgestein verwittert ist und sich das Gold im Tagebau oder mit Tunneln abbauen lässt.

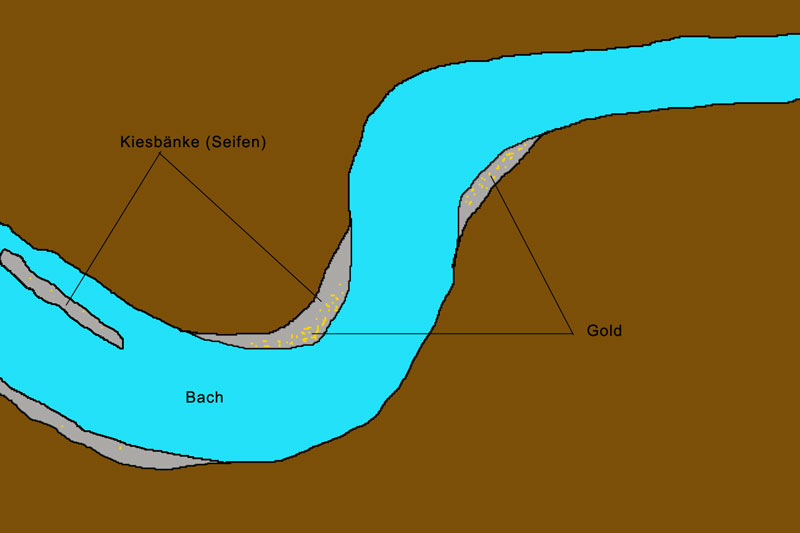
Fluss-Seife

Flussseifen entstehen in oder hinter der Innenseite einer Kurve in einem Fluss- oder Bachbett. Diese Flussseifen können, wenn der Fluss mäandert, versanden. Das Gold bleibt dort zusammen mit anderen schweren Mineralien, Gesteinen und ganzen Steinblöcken liegen, da sich die Strömung des Wassers hinter der Kurve verringert beziehungsweise eine leichte Gegenströmung bildet. Das genaue Prinzip hat Albert Einstein 1926 anhand des Phänomens, dass sich Teeblätter beim Umrühren des Tees entgegen der Zentrifugalkraft in der Mitte ansammeln, als „reibungsbedingte Sekundärzirkulation“ durch Abbremsung der Strömung am Rande des Flussbettes erkannt und veröffentlicht (die Problematik ist auch bekannt als Schrödingers Teeblätter, der Effekt beeinflusst auch den Ekman-Transport). Nach einer anderen Theorie ist bei kleinen Partikeln, aufgrund ihrer höheren spezifischen Oberfläche, die Kraft der Strömung auf die Partikel größer als die Fliehkraft, siehe dazu auch Hydrozyklon#Funktionsweise.
Diese Goldvorkommen werden meist im Tagebau oder durch die Anlage von Strecken innerhalb von fossilen, seit langem versandeten Flussbetten („tote Arme“), die oft besonders goldhaltig sind, erschlossen. Die stärker verfestigten Sedimente können mit Druckwasser ausgespült, mit Goldbaggern ausgehoben oder mit Bergbauausrüstung gewonnen werden.

## Goldwäscher

### Mit dem Sichertrog

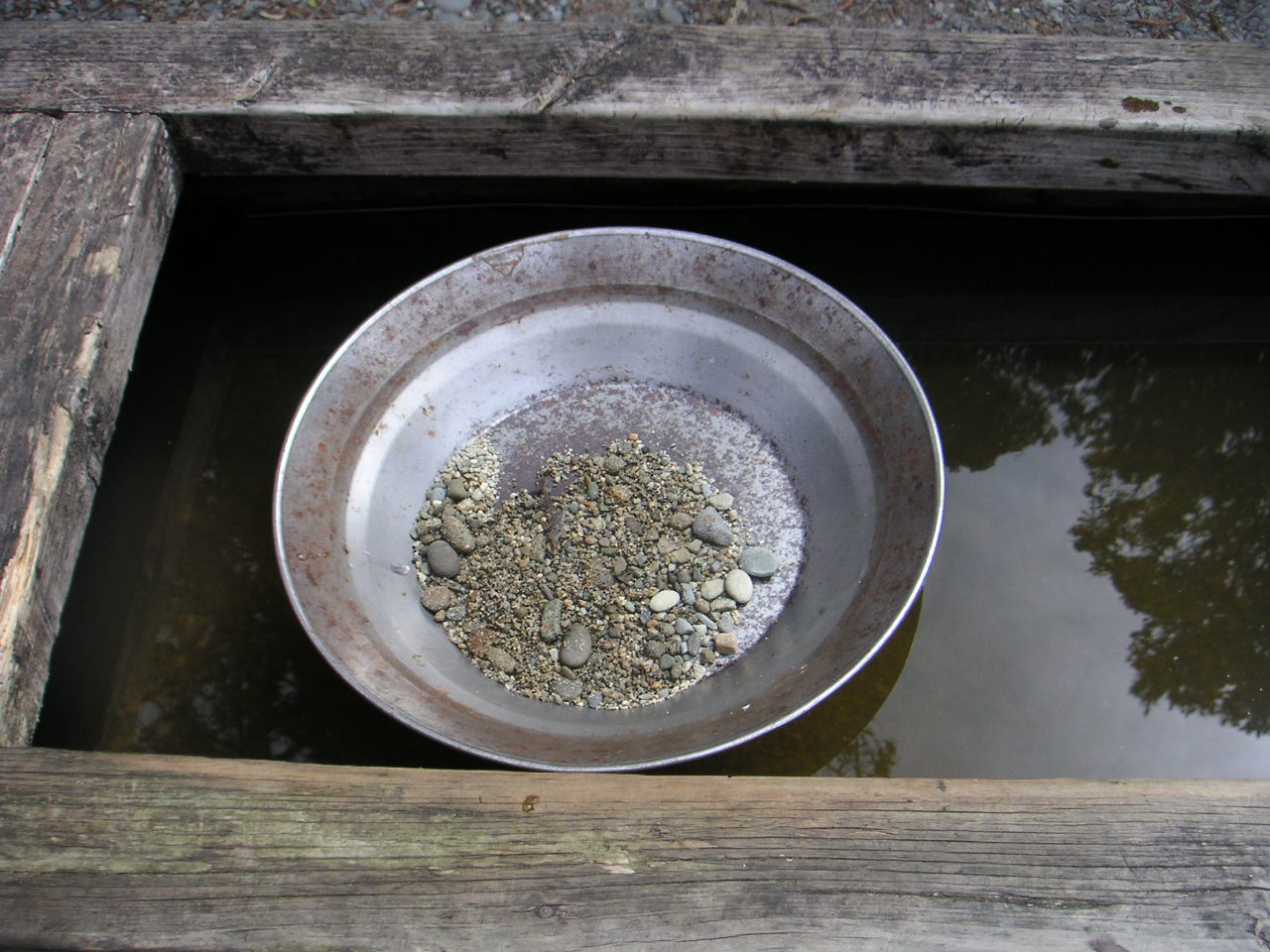
Sichertrog mit Sand und Kies

Das Goldwaschen in einem Sichertrog, umgangssprachlich auch „Goldpfanne“ genannt, gehört zu den ältesten und einfachsten Verfahren der Gewinnung von Goldpartikeln aus unverfestigten Flusssedimenten. Heute noch wird es von großen Bergbaufirmen angewandt, um neue Goldlagerstätten ausfindig zu machen. Für Goldsucher mit geringen finanziellen Mitteln stellt es unter Umständen immer noch die einzig praktikable Methode der Goldgewinnung dar.
Hierbei wird (vorgesiebtes) Feinmaterial vom Grund eines fließenden Gewässers zusammen mit etwas Wasser in eine meist runde „Pfanne“ gefüllt. Diese Mischung wird in eine leichte, gleichmäßige Drehbewegung versetzt und gelegentlich geschüttelt (oder unter Wasser seitwärts hin- und hergeschwenkt). Dabei sortieren sich die Materialien in der Pfanne nach ihrer Dichte. Die dichteren Partikel sammeln sich auf dem Boden, die weniger dichten am Rand. Durch leichtes Kippen des Sichertroges lässt man dann etwas Wasser mit der oberen Schicht des Sediments (Schlamm, Sand, Kies etc.) über den Rand hinausfließen. Bei mehrmaliger Wiederholung des Vorgangs konzentriert sich das verbleibende Material mit seinen Schwerebestandteilen (Gold, aber auch Platin und Schwerminerale etc.) auf dem Boden.
Die Methode lässt sich auch ohne Wasser durchführen, dazu sind zahlreiche kleinere Stöße seitlich an den Rand der Pfanne nötig, um die Trennung aufgrund der Dichte zu ermöglichen. So wurde in wasserarmen Gegenden nach Gold gesucht, beispielsweise im Death Valley.
Nachdem die meisten Goldseifenlagerstätten weltweit größtenteils erschöpft sind, ist das Waschen im Sichertrog kaum noch wirtschaftlich. Meist gewinnt man nur feinen Goldstaub. Für den prospektierenden Geologen kann dies aber immer noch ein wertvoller Hinweis auf die Existenz von Goldvorkommen im anstehenden Gestein irgendwo weiter flussaufwärts sein, für den Hobby-Goldsucher ein Andenken. Funde von Nuggets oder Goldstaub in größeren Mengen sind heute selten.
Wurde jedoch eine lukrative Seifenlagerstätte entdeckt, so gingen die Goldsucher meist zur Aufbereitung größerer Mengen von Sediment in mechanischen Anlagen, wie Waschrinnen, über.

### Mit der Waschrinne

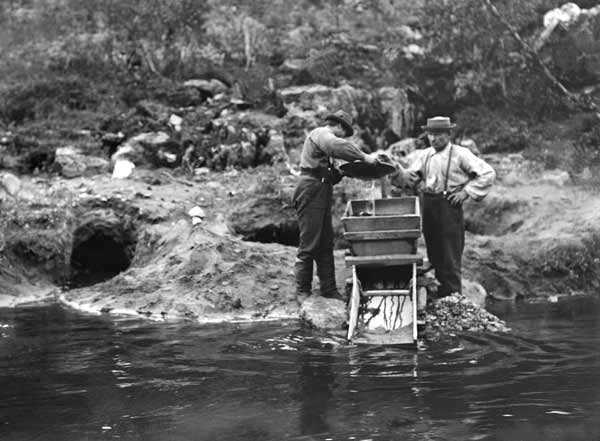
Goldwaschen in Lappland

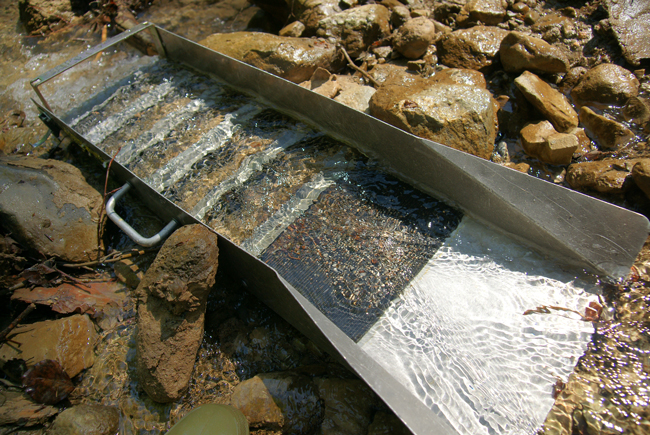
Goldwaschrinne für Freizeit-Goldsucher

Diese Technik ist die Haupttechnik der Waschgoldgewinnung überhaupt. Sie geht auf einfache Verfahren zurück, bei denen Schaffelle in einen goldführenden Fluss gelegt wurden. Zwischen dessen Haaren setzte sich dann der Goldstaub fest (dies ist wahrscheinlich die Grundlage des Mythos vom Goldenen Vlies). Chinesische Goldsucher benutzten zu diesem Zweck noch im 19. Jahrhundert gewebte Wolltücher, die sie anschließend verbrannten, um das Gold auszuschmelzen.

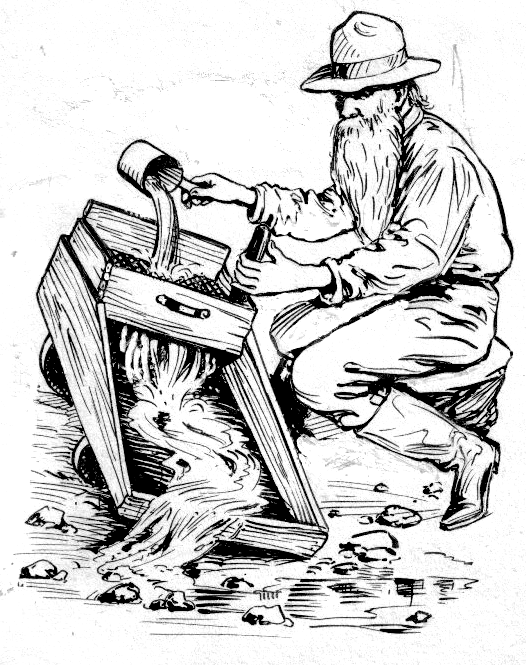
Goldwäscher mit einer „Wiege“

Eine Waschrinne funktioniert nach demselben Prinzip der Dichtetrennung wie der Sichertrog, nur in größerem Maßstab. Die Waschrinne ist ein Strömungskanal, in dem die Konzentration aufgrund des Auftriebsunterschieds von Sand (Dichte: 2,5 g/cm³), Schwermineralien (Dichte 3 bis 6 g/cm³) und Gold (Dichte 19,3 g/cm³) stattfindet. Die Rinnen sind dabei zwischen 0,5 und 200 m lang und 0,1 bis 5 m breit. Die technischen Vorgänge sind recht komplex, und teilweise noch unverstanden, da die Strömungsverhältnisse in einer Waschrinne sehr unterschiedlich sein können. Der Konzentrationsvorgang beruht aber vor allem auf dem unterschiedlichen Verhalten von unterschiedlich dichten Materialien in einer geschichteten, laminaren Strömung. In Gebieten mit geringer Strömung lagern sich die in der Rinne transportierten Materialien ab und verdrängen sich gegenseitig, je nach Dichte. Die technische Umsetzung dagegen ist sehr einfach: in einen U-förmigen Strömungskanal werden quer zur Strömungsrichtung flache Hindernisse (Riffel) eingefügt, hinter denen sich die Schwerebestandteile ablagern können.

### Ausspülen mit Druckwasser
Umweltaktivisten halten den Abbau von Seifenlagerstätten mittels Druckwasser, wegen der großen Mengen von Silt, die in zuvor klare Gewässer gespült werden, für umweltschädlich. Tatsächlich wurden in Kalifornien durch den Abbau von Seifenlagerstätten mit Druckwasser zwischen 1853 und 1884 enorme Sedimentmassen von den Goldfeldern abgespült; diese wurden flussabwärts verfrachtet und erhöhten den Boden des kalifornischen Längstals an manchen Stellen um über zwei Meter. Ebenso bildeten sich bis zu sieben Meter breite Sandbänke in der San Francisco Bay. Dieser Vorgang erregte eine Gegenbewegung, die sich selbst als die Anti-Debris Association bezeichnete. Daraufhin wurde im Januar 1884 das Ausschwemmen von Schutt in die Flüsse gerichtlich verboten.
Heute verfügen deshalb die meisten Goldgruben in Seifenlagerstätten über Absetzbecken, in denen sich die Sedimente absetzen können. Gleichzeitig wird damit sichergestellt, dass stets ausreichend Wasser für die Waschrinnen zur Verfügung steht. In modernen Goldgruben ist es üblich, dass das Brauchwasser ständig recyclet wird. Bei hohen Goldpreisen ist es auch oft wirtschaftlicher, die alten Abraumhalden erneut aufzuarbeiten, anstatt neues Material zu gewinnen.

### Vorsortierung

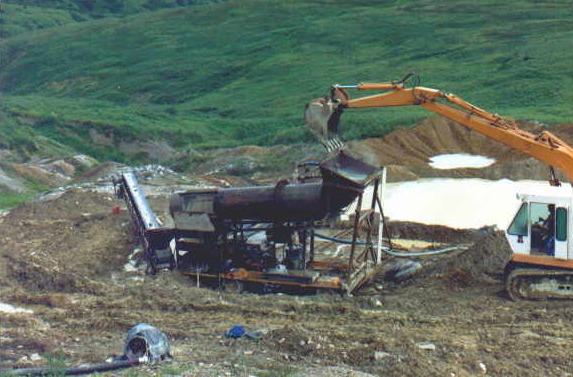
Trommel bei der Blue Ribbon Mine, Potato Patch, Alaska

Ähnlich wie die Waschrinne funktionieren die „Wiege“ (oder „Schaukelstuhl“), bei der das Material mit einem Sieb vorsortiert wird, während der Apparat wie eine Wiege geschaukelt wird.
Große Mengen werden vor allem mit Trommeln vorsortiert. Als Trommel wird ein leicht geneigtes rotierendes Stahlrohr bezeichnet, das mit einem Sieb an seinem Ausfluss ausgestattet ist. Im Inneren des Zylinders befinden sich Hebestangen, manchmal in Gestalt von angenieteten Winkeleisen. Das goldhaltige Material wird am erhöhten Ende der Trommel eingebracht. Unter Zugabe von Wasser, oft unter Druck, wird das Material mechanisch gelockert und zerkleinert, durch das Sieb gespült, und von den gröbsten Komponenten getrennt. Das aufbereitete und angereicherte Material kann dann in kleineren Anlagen, wie Waschrinnen, weiter konzentriert werden, die groben Bestandteile, die nicht durch das Sieb passen, werden auf eine Abraumhalde verbracht.

## Goldgräber
In größerer Tiefe verborgene Seifen werden mittels Schürfgräben oder Bohrungen gesucht und beprobt. Geophysikalische Methoden, wie Seismik, Gravimetrie oder Geomagnetik können dazu genutzt werden, um die Lage unterirdischer Flussbetten festzustellen.

### Im anstehenden Gestein
Bei der Suche nach Goldlagerstätten im anstehenden Gestein, wie z. B. Goldquarzgänge, werden vielfältige Methoden angewandt. Im einfachsten Fall untersucht der Prospektor das Gestein bei einem Aufschluss (durch Wind und Wasser erodiertes oder durch Abbrüche freigelegtes Gestein) mit bloßem Auge nach einem Ausbiss (zutage tretendes Erz), nach Anzeichen von hydrothermal veränderten Mineralen oder nach Gesteinsarten, die als goldhaltig oder mit Gold vergesellschaftet bekannt sind. Ein Geologenhammer, eine Detaillupe, eine Landkarte zum Markieren der Fundstelle und ein Feldbuch zur Dokumentation kann dabei als Ausrüstung schon völlig ausreichend sein.
Andererseits ist die mineralogische und geologische Beschaffenheit von Goldvorkommen in Festgesteinen viel komplexer als die in Seifen. Für unterschiedliche Lagerstättentypen sind daher verschiedene Prospektionsmethoden geeignet. Ebenso hängen die Untersuchungsmöglichkeiten von den finanziellen Möglichkeiten des Prospektors ab. Zur Untersuchung des Untergrundes werden oft Probebohrungen ausgeführt, aber auch indirekte Methoden der Geophysik können Anomalien zu Tage fördern. Gesteins- oder Bodenproben können für geochemische Analysen in spezialisierte Labors eingesandt werden, um ihren Goldgehalt, und andere geochemische Eigenschaften zu bestimmen. Bei ausreichender Probenzahl können sogar statistische Methoden zur Interpretation der Resultate herangezogen werden.
Auch wenn heute der überwiegende Teil der weltweiten Goldproduktion aus tiefen Bergwerken und großen Tagebauen stammt, so ist der kleinmaßstäbliche Goldbergbau noch immer verbreitet, besonders im informellen Sektor und der Taglöhnerei in Entwicklungsländern.

## Aufkonzentrierung und deren Auswirkungen auf die Umwelt
Gefundene Goldpartikel wurden im Amalgamverfahren durch Verreiben oder Trommeln (Vermahlung in durch Wasserräder angetriebenen Trommeln) mit Quecksilber extrahiert, aufkonzentriert und von taubem Gestein befreit. Durch Erhitzen des erhaltenen Staubs wird das Quecksilber verdampft und geschmolzenes Gold bleibt zurück.
Dieses Verfahren führt zu einer erheblichen Umweltbelastung. Ungebundenes Quecksilber verseucht das Wasser, die Quecksilberdämpfe die Luft und resublimiert daraus auf die Vegetation. Quecksilbervergiftungen der am Fluss lebenden Organismen, einschließlich der Goldwäscher sind die Folge.
Denn einfache Goldschürfer und -wäscher gewinnen das Quecksilber nicht durch Destillation zurück, das Amalgam wird in offenen Gefäßen mithilfe von Lötlampen erhitzt. Das Quecksilber (Siedepunkt 357 °C) dampft dabei in die Umgebungsluft ab und kondensiert in den kalten Nächten in der Umwelt, was zur Quecksilberverseuchung dieser Landstriche, der Flüsse und der dort lebenden Menschen führt. Es wurde geschätzt, dass 20 bis 30 Prozent des weltweit geförderten Goldes durch nicht industrielles Schürfen, also von Goldsuchern gewonnen wird.

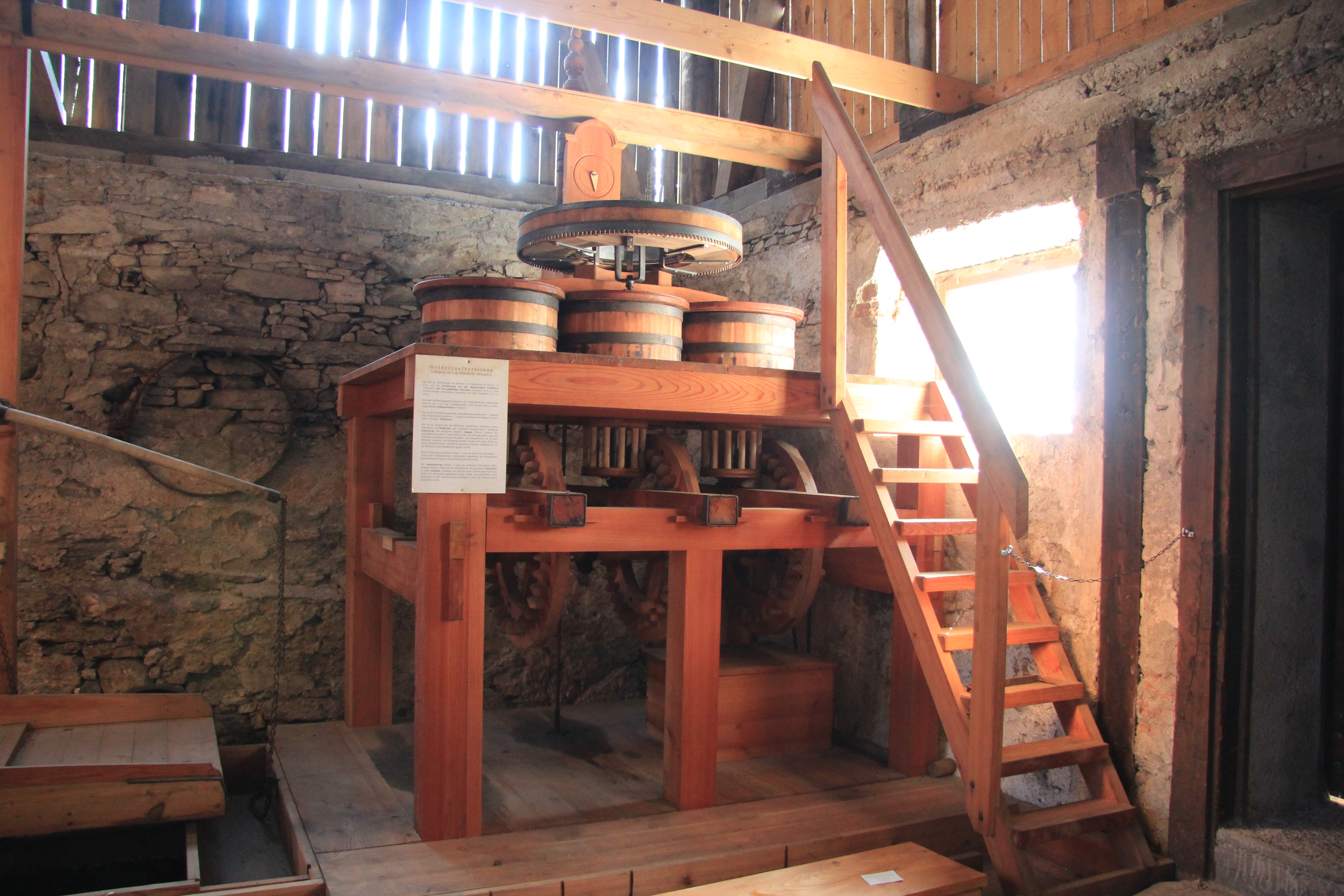
Nachbau eines Amalgamierwerkes aus dem 19. Jh. im Montanmuseum Altböckstein in Salzburg

Bei dem bereits in der Antike angewendeten Amalgamverfahren wirkt das Quecksilber als Lösungsmittel und es entsteht aus Gold und eventuell vorhandenem, gediegenem Silber eine Legierung. Goldamalgam hat eine silberne Farbe; je nachdem wie viel Quecksilber im Überschuss vorliegt, ist es flüssig bis pastös teigig und der Schmelzpunkt der Legierung ist geringer, im Schmelzbereich zwischen der Schmelztemperatur von Gold C (1.064,18 °C) und Quecksilber (−38,83 °C).
Nach dem Verreiben von Quecksilber in das Gesteinsmehl sammeln sich Amalgam und Quecksilber wegen der hohen Dichte am Gefäßgrund, das Quecksilber lässt man abfließen. Durch Erhitzen des Amalgams (wie bei der Feuervergoldung detailliert beschrieben) verdampft das Quecksilber und zurück bleibt kompaktes Rohgold. Im verbleibenden Gesteinsmehl sind Quecksilberspuren enthalten, im Abraum von Goldminen werden meist Begleitstoffe wie Blei, Kadmium, Kupfer und Arsen gefunden. Laut einer Reportageserie der New York Times schätzte die amerikanische Environmental Protection Agency 2009, dass die Reinigung der Umgebung von amerikanischen Golderzminen in Nevada an die 54 Milliarden Dollar kosten würde.
Ein wesentlich umweltfreundlicheres Verfahren stellt die Goldextraktion und -reinigung mithilfe des Boraxverfahrens dar, das ebenso mit einfachen Hilfsmitteln bewerkstelligt werden kann. Würden alle Goldschürfer auf der Welt dieses Verfahren anwenden, könnte die Emission von rund 1.000 Tonnen Quecksilber, etwa 30 % der weltweiten Quecksilber-Emissionen, vermieden werden.

## Goldsuche als Freizeitbeschäftigung

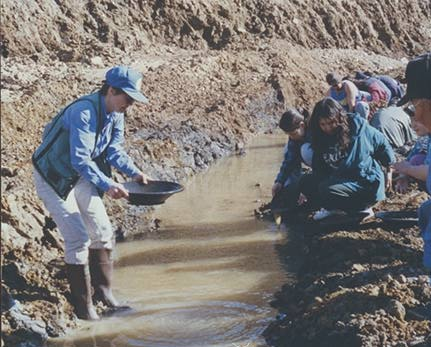
Eine Gruppe Touristen lässt sich das Goldwaschen mit einem Sichertrog zeigen.

In verschiedenen Ländern der Welt wird die Suche nach Gold heute als Outdoor-Aktivität und Hobby praktiziert, oftmals an den Schauplätzen eines historischen Goldrausches, wie in den Vereinigten Staaten (besonders in den westlichen Staaten), Kanada (Yukon-Gebiet), Südafrika, Australien und Neuseeland (Region von Otago), aber auch in den touristisch erschlossenen Gebirgsregionen Europas, wie in Deutschland, Schweden Ädelfors der Schweiz und Österreich (Rauristal, Hohe Tauern) oder Großbritannien (Gwynedd in Wales). Hierbei werden meist Kurse angeboten, in denen Interessierte das Goldwaschen im Sichertrog erlernen können. Hobby-Goldsucher mit Metalldetektoren sind hingegen meist Einzelgänger, die nach Nuggets suchen.
Auch in Deutschland ist das Goldwaschen als Hobby verbreitet. Die Tagesausbeute beläuft sich zwischen 0,1 und 3 g pro Person. Sehr selten findet man auch hier Nuggets, fast nie größer als 10 g.

## Goldfundstätten
Wo Gold geschürft wurde, findet man üblicherweise auch Auswaschungen in den Gewässern.
Gold wurde auch in Deutschland gefunden, beispielsweise:
- im Harz
- im Thüringer Wald
- im Rheinischen Schiefergebirge
- in der Oberpfalz
- im Erzgebirge
- im südlichen Schwarzwald
- im Bayerischen Wald

sowie in den Orten
- Steinheid[24]
- Großschirma[25] und Johanngeorgenstadt.[25]

In Österreich befinden sich historische Fundstätten
- im Zillertal,[26]

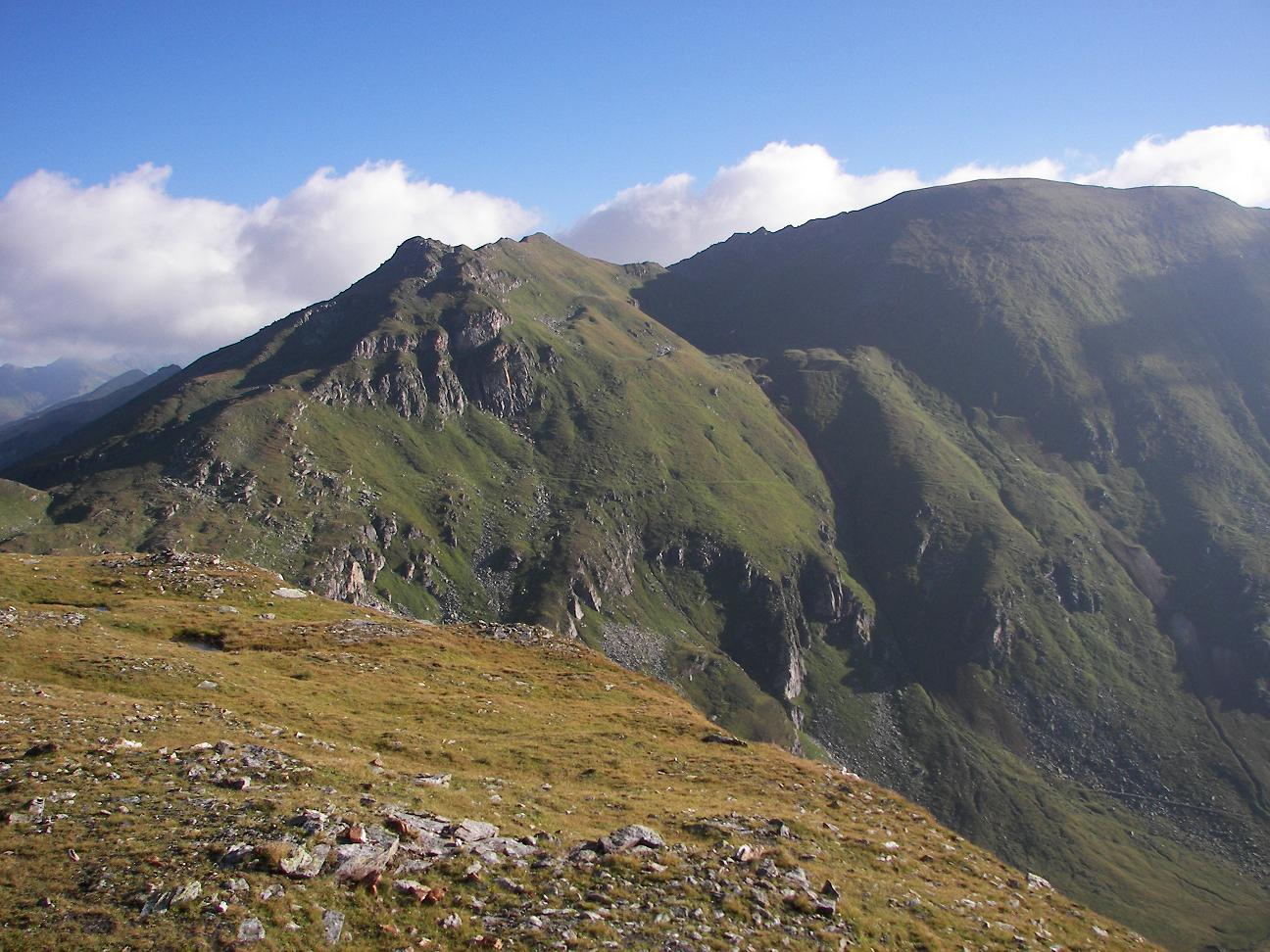
Der Silberpfennig in der Goldberggruppe

- in der Goldberggruppe der Hohen Tauern im Raurisertal und am Silberpfennig[27]
- im Angertal (ein Seitental des Gasteinertals bei Bad Hofgastein im Pongau), Land Salzburg und bei der anschließenden Verhüttung in Lend (Salzburg)[28]
- in Pusterwald (Wölzer Tauern)
- im zu Pusterwald nahen Oberzeiring
- 2013 wurden im stillgelegten, aus dem 14. Jahrhundert stammenden Friedrichsstollen im Rotgüldental bei Muhr im Lungau (Land Salzburg) Probebohrungen gemacht.[29][30][31]
- Im Siflitzgraben Gemeinde Sachsenburg, Kärnten.
- in Niederösterreich in Annaberg, in Grenzleiten bei Gloggnitz,[32] Trattenbach[32] und Granigberg im Ottertal,[32] am Erzberg bei Edlach,[32] in Gaming[32] und Gösling[32] (Gösting) an der Eisenstraße, am Schwarzen Berg und Schlegel Berg westlich von Türnitz,[32] am Hocheck und Gamaienkogel südlich von Annaberg.[32]

In der Schweiz wurde wenig Gold gefunden
- um Disentis und Sedrun (Lukmanierschlucht),
- im Malcantone,
- am Simplon
- im Unterwallis

In Italien in der Monte-Rosa-Region

### Goldwäsche

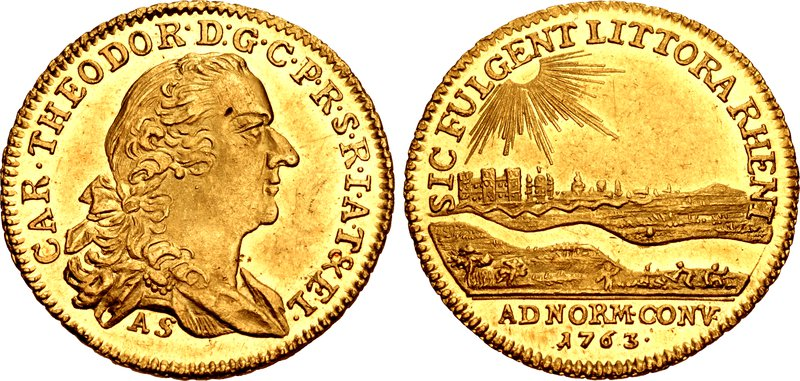
Kurpfälzischer Flussgolddukaten von 1763 (Rheingold)

Goldwäsche wurde früher an der Elbe und an der Weißeritz betrieben.
In Deutschland wurden aus dem Gold der Flüsse Donau, Rhein, Eder, Isar, Inn und Schwarza sogenannte Flussgolddukaten geprägt. Sie zeigen meist durch Bild und Schrift die Herkunft des Goldes an. Die Goldwäschereien für Dukatenprägungen wurden vom 17. bis 19. Jahrhundert betrieben.
An zahlreichen Flüssen in ganz Österreich (Donau, Inn, Salzach, Enns, Krems, Kamp etc.) wurde mühevoll Gold aus sekundären Lagerstätten (Seifengold) aus den Flüssen gewaschen. 1924 wurden angeblich in Österreich noch über 40 Kilogramm Gold gefördert.

„Goldwaschen als selbständiger Erwerbszweig aussichtslos. Von Passau-Eferding kein Gold, hierauf Gold auch in den Nebenflüssen, am meisten Ens, an manchen Orten mit 2 Gulden Unkosten für 2 Dukaten erzeugt, aber nur im Flachland bis Steyr, ist nur im gröbern Sand, die goldhaltigen Sandlagen sehr zerstreut und wenig mächtig, nur als Nebenerwerb zu empfehlen.“

Fundorte für Flussgold in der Schweiz:
- das Napfgebiet mit seinen Flüssen u. a. Emme und Wigger
- Aare und Reuss
- der Raum Genf
- das Alpenrheingebiet

sowie in:
- Napfgebiet mit den Läufen der Fontannen, Luthern
- der Raum Genf mit den Flüssen Rhone, Arve und Allondon
- sowie das Alpenrheingebiet mit Hinterrhein und Rhein bis Maienfeld
- im gesamten Einzugsgebiet des Alpenrheins oberhalb des Bodensees, im Hochrhein zwischen Neuhausen am Rheinfall und Aaremündung
- in ostschweizerischen Flüssen aus Ablagerungen des Rheingletschers
- in den Freiburger (Broye, Saane und Sense) und Tessiner Flüssen (Magliasina, Vedeggio, Breggia).

Wasserbautechnische Anlagen wie Stauseen und Flussbauten reduzieren allerdings den kontinuierlichen Nachschub von goldhaltigem Geröll aus den Bergen.
Frühere Goldwäscherei und Goldgewinnung ist in der Slowakei in Banská Bystrica, Kremnica und Banská Štiavnica und an zahlreichen anderen Orten Europas bekannt.

### Mögliche Fundstätten
Wo Gold gewaschen und gefunden wurde, darauf deuten zahlreiche Flurnamen hin: Goldgrund, Goldgrube (Berg), Goldscheuer, Goldbrunnen bei Alpirsbach (ehem. Goldbergwerk), auch in der Bezeichnung „Grein“ (von grin = Grieß, Sand, Kies; daraus entstand oft fälschlich Grün, wie im Flurnamen Wäschgrün in Oberhausen) oder Goldgrien. Wobei goldähnliche Lagerstätten von Katzengold auch zu Gold in Flurnamen führten: Am Goldberg bei Oberried, Goldbach, Goldhöfe und Goldmatten bei Bernau-Hof. In der Schweiz kann allerdings „Gold“ in einem Flurnamen aber auch auf „Göl“ für „grober Steinschutt“ zurückgeführt werden, nicht so aber, wo Gold abgebaut wurde, wo es „Goldlöcher“ gibt (Meltingen, Bärschwil).

## Goldsucher in Literatur und Film
- Ruf der Wildnis (1903), Wolfsblut (1906), Lockruf des Goldes (1910) von Jack London.
- Goldrausch (1925) Stummfilm-Komödie von Charlie Chaplin.
- Der Schatz der Sierra Madre (1948) Spielfilm von John Huston, nach dem gleichnamigen Roman von B. Traven (1927).
- Goldrausch in Alaska US-amerikanische Doku-Soap
- Benno Kroll (Fotos), René Burri: Garimpeiro. In: Geo-Magazin. Hamburg 1978, S. 82–98. („Im brasilianischen Urwald am Rio Tapajós suchen 12000 arme Teufel Gold.“). ISSN 0342-8311
- Auf der Suche nach El Dorado (1983/84) Dokumentarfilm von Oliver Herbrich
- Os Garimpeiros (1986) Dokumentarfilm von Gaudenz Meili